# Aidling
Pour l’article homonyme, voir Aidling (Riegsee).
Aidling est une ancienne commune de la Moselle rattachée à Bouzonville en 1810. Le village est également connu sous le nom d’Aidling-lès-Bouzonville.

## Géographie
Aidling se situe à l’est de Bouzonville.

## Toponymie
- 1281 : Aidelingen, XVIIIe siècle : Edling, 1779 : Edeling ou Aidling[1].
- En allemand Edlingen[1]. En francique lorrain : Ädling.

## Histoire
Était une annexe de la paroisse de Vaudreching.

La commune d’Aidling fait partie du district de Sarrelouis en 1793. Elle passe dans l’arrondissement de Thionville en 1801 puis appartient à l'arrondissement de Boulay de 1871 à 1919 qui deviendra l’actuel arrondissement de Boulay-Moselle. Elle appartient au canton de Bouzonville depuis 1793.
Aidling est rattaché à Bouzonville en 1810 avec Heckling.

## Démographie
| 1800 | 1806 | 1900 |
| ---- | ---- | ---- |
| 116  | 150  | 132  |

## Lieux et monuments
- Chapelle Sainte-Croix du XVIIIe siècle.